# Dino Mehrstein
Dino Mehrstein (* um 1978) ist ein französischer Jazzmusiker (Gitarre).

## Leben und Wirken
Mehrstein, der aus einer Musikerfamilie der Sinti stammt, wurde durch seinen Vater Sonny Reinhardt, seinen Onkel Mandino Reinhardt und seinen Cousin Tchavolo Schmitt darin unterstützt, Gitarre zu lernen. 
Mit vierzehn Jahren hatte Mehrstein seinen ersten professionellen Auftritt. Er unternahm mehrere Tourneen mit dem Ensemble Note Manouche um Mandino Reinhardt, mit dem 1994 auch erste Aufnahmen entstehen. 1993 gründete er sein erstes Trio mit seinem Vater und dem Kontrabassisten Jean Luc Miotti, das im Bereich des Jazz manouche angesiedelt war. 1994 entstand ein neues Trio mit seinem jüngeren Bruder Francko Mehrstein an der Rhythmusgitarre und Gérald Muller am Kontrabass. 2002 wurde der Perkussionist Simon Pomarat Teil seines Quartetts, mit der sein Album Point de Départ (2003) entsteht, das ein Crossover von Gypsy-Jazz, Post-Bob und Latin Jazz darstellt. Ein zweites Album folgte 2006. Zudem hat er eine CD mit dem Akkordeonisten René Sopa veröffentlicht und ist auch auf Marcel Loefflers Album Hommage zu hören.
Nach Mandino Reinhardts Rückzug aus der Musikschule der Association pour la promotion des populations d’origine nomade d’Alsace im Jahr 2018 übernahm Mehrstein die Leitung des Unterrichts im Espace culturel Django Reinhardt in Strasbourg.

## Diskographische Hinweise
- Point de Départ (Djaz Records 2003, mit Francko Mehrstein, Gérald Muller, Simon Pomarat)
- Intuitions (NewLifeProduction 2006, mit Francko Mehrstein, Gérald Muller, Simon Pomarat)